# Кучер Микола Іванович (письменник)
Микола Іванович Кучер (2 квітня 1932, село Широке,
Дніпропетрвська область — 4 вересня 1999, Дніпродзержинськ, УРСР) — український письменник — гуморист, педагог. Політв'язень радянських тюрем і таборів. Учасник українського руху опору, член НСПУ.

## Життєпис
Народився у селі Широке Верхньодніпровського району Дніпропетровської області в сім’ї колгоспника. Пережив голод 1932–1933, 1946—1947 років.
Після закінчення середньої школи у 1951 році вступив на історико—філологічний факультет Дніпропетровського державного університету. В січні 1956 року, відгукнувшись на заклик радіостації «Освобождение» в Західному Берліні (нині – Радіо «Свобода»), написав чотири листи до редакції, в яких йшлося, зокрема, про політичні репресії, штучний голод, русифікаторську політику в СРСР, незгоду з політикою, яку проводив радянський уряд всередині країни. Листи до адресата не дійшли, а були перехоплені радянськими спецслужбами.

## Арешт і концтабір
3 січня 1956 року, прямо на лекції в університеті Микола Кучер був заарештований. 20 лютого 1956 року, в день XX з'їзду КПРС, був засуджений за 10 пунктом 54 статті (антирадянська агітація й пропаганда) до 10 років концтаборів і 5 років позбавлення громадських прав. Як значиться у вироку Дніпропетровського обласного суду «за злобую клевету на руководителей коммунистической партии и советской власти – советского правительства, на проводимую советским правительством внешнюю политику, опошлял ее и дискредитировал, призывал к свержению советского правительства».
Ув'язнення відбував у Мордовських таборах, у 7-й зоні, що на станції Явас Зубово-Полянського району. Потоваришував там з Василем Барвінським – композитором, ректором Львівської консерваторії, диригентом Григорієм Корецьким, учителем Олексою Тихим, художником Генріхом Герлахасом, латиським партизаном Отто Ірбе з іншими політв'язнями різних національностей.

## Викладацька та письменницька діяльність
Наприкінці 1959 року, після скорочення строку покарання, вийшов на волю. У грудні 1959 відновився в університеті, 29 червня 1961 року отримав диплом учителя української мови та літератури. Почав учителювати в школах Петропавлівського та Верхньодніпровського районів Дніпропетровщини, викладав також німецьку та англійську мову, історію.
З 1964 року жив і працював у Дніпродзержинську. Постійно перебував під наглядом КДБ. Продовжував підтримувати контакти з В. Барвінським, О. Тихим, В. Черемхою. Товаришував з В. Сіренком, О. Кузьменком, Г. Прокопенком і О. Завгороднім.
У літературний загал Микола Кучер увійшов на початку 1960-х років як письменник-гуморист. За сприянням Олега Чорногуза, який високо цінував творчість Кучера, видав чотири збірки гумористичних оповідань «Як я став поліглотом» (Дніпропетровськ: Промінь, 1972), «Дядина» (К.: Радянська Україна», бібліотека «Перця», 1973), «Операція «Три зайці» (К.: Молодь, 1978),  «Усім по сім» (К.: Радянський письменник, 1983). Неодноразово був лауреатом журналу «Перець» та інших видань.
Його гуморески мають гострий сюжет, цікаві гумористичні повороти і піднімають цілу низку актуальних проблем з нашого життя та проблем морально — етичного характеру. «Ми маємо справу з автором непересічним і перспективним», — писав Іван Немирович, а Григір Тютюнник відзначав, що саме так — «щиро й переболено» —  слід писати твори. «Ситуації творів Кучера — з життя, несподівані часом і парадоксальні», — писав Василь Скрипка, якого особливо тішили гуморески Кучера, присвячені шкільним проблемам, які видаються актуальними до сьогодні.
14 грудня 1988 року Кучер прийнятий у Національну Спілки письменників України. Повністю реабілітований 20 липня 1991 року. Активно включається в боротьбу за демократизацію суспільного життя в Україні. Стає членом НРУ, обласного Товариства української мови «Просвіта», одним із засновників Товариства в Кам'янському.
У 1996 році виходить остання книга Миколи Кучера «Дубравлаг» —  сповідь політв’язня, який присвятив своє життя боротьбі з тоталітарним режимом за права людини, за незалежність держави. Книга  містить спогади Кучера про Василя Барвінського, Йосипа Сліпого, Олексу Тихого, Олександра Григоренка, Григорія Корецького, Генріха Герлахаса, Отто Ірбе, що надає їй неабиякої цінності. А також оповідання про голод та про долю української родини. Оповідання «Материзна» – надзвичайної сили й правди розповідь про характер української матері (В. Тарнавський).